# Basketligan 2002/2003
Basketligan 2002/2003 i basket.

## Grundserie

### A1
| Plats | Lag                       | Spelade | Vinster | Förluster | Poäng     | +/-  | Poäng |
| ----- | ------------------------- | ------- | ------- | --------- | --------- | ---- | ----- |
| 1     | Norrköping Dolphins       | 30      | 26      | 4         | 2842-2571 | +271 | 52    |
| 2     | Plannja Basket            | 30      | 21      | 9         | 2757-2460 | +297 | 42    |
| 3     | 08 Stockholm Human Rights | 30      | 15      | 15        | 2497-2525 | -28  | 30    |
| 4     | Jämtland Basket           | 30      | 14      | 16        | 2471-2547 | -76  | 28    |
| 5     | Södertälje Kings          | 30      | 11      | 19        | 2501-2602 | -101 | 22    |
| 6     | Sundsvall Dragons         | 30      | 10      | 20        | 2601-2678 | -77  | 20    |

### A2
| Plats | Lag           | Spelade | Vinster | Förluster | Poäng     | +/-  | Poäng |
| ----- | ------------- | ------- | ------- | --------- | --------- | ---- | ----- |
| 1     | Solna Vikings | 28      | 23      | 5         | 2752-2391 | +361 | 46    |
| 2     | Sallén Basket | 28      | 17      | 11        | 2470-2456 | +14  | 34    |
| 3     | M7 Basket     | 28      | 13      | 15        | 2465-2545 | -80  | 26    |
| 4     | Ockelbo BBK   | 28      | 6       | 22        | 2279-2492 | -213 | 12    |
| 5     | Malbas        | 28      | 4       | 24        | 2278-2646 | -368 | 8     |

## SM-slutspel
Till detta år var även vinnaren av slutspelet i Basketettan Högsbo Basket med. Åttondelsfinalerna spelades som två matcher där den som gjort flest poäng gick vidare till kvartsfinal. Därför tilläts den andra matchen mellan Ockelbo Basket och Södertälje Kings sluta oavgjort.

### Åttondelsfinaler
| Datum                                      | Match                | Resultat |
| ------------------------------------------ | -------------------- | -------- |
| Högsbo Basket - Sallén Basket (142 - 191)  |                      |          |
| 11 mars 2003                               | Högsbo - Sallén      | 68 - 101 |
| 14 mars 2003                               | Sallén - Högsbo      | 90 - 74  |
| Ockelbo BBK - Södertälje Kings (164 - 180) |                      |          |
| 11 mars 2003                               | Ockelbo - Södertälje | 82 - 98  |
| 14 mars 2003                               | Södertälje - Ockelbo | 82 - 82  |
| M7 Basket - Sundsvall Dragons (174 - 176)  |                      |          |
| 11 mars 2003                               | M7 - Sundsvall       | 75 - 93  |
| 14 mars 2003                               | Sundsvall - M7       | 86 - 99  |

### Kvartsfinaler
| Datum                                                | Match                     | Resultat  |
| ---------------------------------------------------- | ------------------------- | --------- |
| Norrköping Dolphins - Sallén Basket (3 - 1)          |                           |           |
| 16 mars 2003                                         | Norrköping - Sallén       | 94 - 101  |
| 18 mars 2003                                         | Sallén - Norrköping       | 70 - 78   |
| 21 mars 2003                                         | Norrköping - Sallén       | 106 - 103 |
| 23 mars 2003                                         | Sallén - Norrköping       | 95 - 96   |
| 08 Stockholm Human Rights - Södertälje Kings (3 - 2) |                           |           |
| 16 mars 2003                                         | 08 Stockholm - Södertälje | 93 - 88   |
| 18 mars 2003                                         | Södertälje - 08 Stockholm | 77 - 61   |
| 21 mars 2003                                         | 08 Stockholm - Södertälje | 72 - 69   |
| 23 mars 2003                                         | Södertälje - 08 Stockholm | 90 - 86   |
| 26 mars 2003                                         | 08 Stockholm - Södertälje | 96 - 77   |
| Jämtland Basket - Solna Vikings (0 - 3)              |                           |           |
| 16 mars 2003                                         | Jämtland - Solna          | 79 - 83   |
| 18 mars 2003                                         | Solna - Jämtland          | 79 - 66   |
| 21 mars 2003                                         | Jämtland - Solna          | 64 - 80   |
| Plannja Basket - Sundsvall Dragons (3 - 0)           |                           |           |
| 16 mars 2003                                         | Plannja - Sundsvall       | 102 - 75  |
| 19 mars 2003                                         | Sundsvall - Plannja       | 80 - 88   |
| 21 mars 2003                                         | Plannja - Sundsvall       | 88 - 83   |

### Semifinaler
| Datum                                              | Match                  | Resultat  |
| -------------------------------------------------- | ---------------------- | --------- |
| Norrköping Dolphins - Solna Vikings (0 - 3)        |                        |           |
| 27 mars 2003                                       | Norrköping - Solna     | 112 - 116 |
| 30 mars 2003                                       | Solna - Norrköping     | 95 - 92   |
| 1 april 2003                                       | Norrköping - Solna     | 101 - 107 |
| Plannja Basket - 08 Stockholm Human Rights (3 - 0) |                        |           |
| 27 mars 2003                                       | Plannja - 08 Stockholm | 88 - 80   |
| 30 mars 2003                                       | 08 Stockholm - Plannja | 80 - 96   |
| 2 april 2003                                       | Plannja - 08 Stockholm | 77 - 69   |

### Final
| Datum                                  | Match           | Resultat |
| -------------------------------------- | --------------- | -------- |
| Plannja Basket - Solna Vikings (1 - 3) |                 |          |
| 8 april 2003                           | Plannja - Solna | 93 - 79  |
| 11 april 2003                          | Solna - Plannja | 93 - 80  |
| 13 april 2003                          | Plannja - Solna | 69 - 83  |
| 15 april 2003                          | Solna - Plannja | 108 - 99 |

## Svenska mästarna
- Solna Vikings